# Шекспірівське питання
Шекспірівське питання — проблема авторства корпусу творів, які приписують Вільяму Шекспіру. Назва виникла за аналогією з гомерівським питанням.
Про життя Шекспіра відомо мало, як і про більшість інших англійських драматургів епохи правління Єлизавети I, особистим життям яких сучасники не цікавилися. Існує точка зору, так зване антистратфордійство, прибічники якої заперечують авторство відомого з джерел актора Шекспіра зі Стратфорда і вважають, що «Вільям Шекспір» — це псевдонім, під яким ховалася інша особа або група осіб (найімовірніше, з відома реального Шекспіра зі Стратфорда). При цьому, враховуючи, що низка сучасників приписують шекспірівські твори саме Шекспіру зі Стратфорда, зазвичай ці версії містять ту чи іншу теорію змови.
Недвозначне заперечення традиційної точки зору відомо з 1848 року (Гарт), хоча низка авторів простежує ті чи інші натяки на шекспірівське питання й у раннішій літературі (з XVIII ст.). Водночас серед антистратфордійців немає єдності стосовно того, хто саме був справжнім автором (авторами) шекспірівських творів. На сьогодні кількість кандидатур, запропонованих різними дослідниками цього питання, становить близько 80.
«Антистратфордійська» точка зору на авторство Шекспіра консенсусом академічних науковців відкидається повністю як така, що суперечить стандартам наукового дослідження, проте вона стала дуже відомою у культурі та стимулювала шекспірознавство.

## Аргументи антистратфордійців
Антистратфордійці часто використовують в доказах той факт, що про життя Шекспіра відомо дуже мало. Також відсутність фактів іноді сприймається як вказівка на спробу урядовців шляхом знищення історичних записів про Шекспіра приховати його справжню особистість. Наприклад, відсутність записів про відвідування стратфордської школи розглядається як спроба приховати той факт, що Шекспір ніколи не навчався в ній.

### Походження Шекспіра

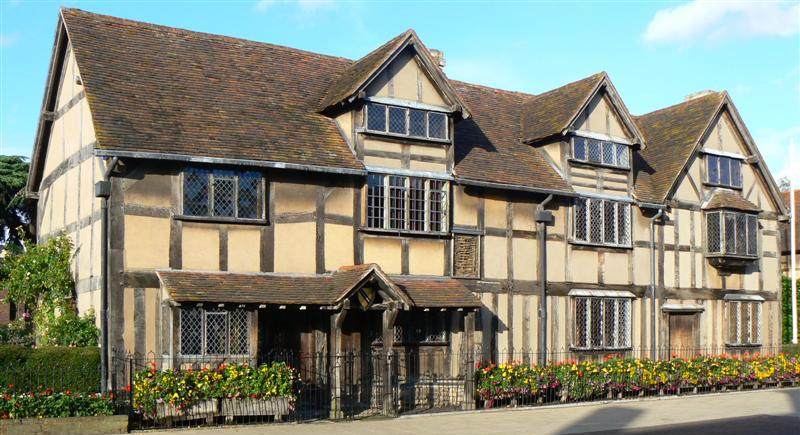
Будинок Джона Шекспіра в Стратфорд-апон-Ейвоні вважається місцем народження Вільяма Шекспіра

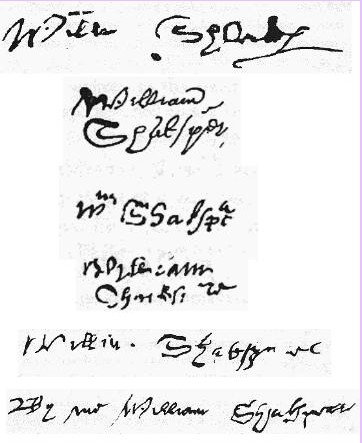
Відомі тепер автографи Шекспіра зі Стратфорда

Шекспір народився, виріс і був похований у Стратфорді-на-Ейвоні, де також утримував домогосподарство упродовж всієї своєї лондонської кар'єри. Стратфорд, ринкове місто з населенням близько 1500 осіб, розташоване за 160 кілометрів на північ від Лондона, був центром забою і продажу овець, а також чинення шкір і торгівлі шерстю. Антистратфордійці часто зображають його як місто, позбавлене уявлення про культуру, в якому не було необхідних умов для виховання генія, і говорять про Шекспіра як про неосвічену і безграмотну людину.
Джон Шекспір, батько Вільяма Шекспіра, був рукавичником і одним з членів ради, що керувала містом. Він був одружений з Мері Арден, дочкою місцевого джентрі. Під весільним договором обидва поставили хрестик, а інших варіантів їхніх підписів не збереглося. Цей факт часто використовується як доказ того, що Шекспір виховувався в неписьменній родині. Також немає доказів грамотності двох дочок Шекспіра, за винятком двох підписів Сюзанни, котрі, однак, багато дослідників називають радше «мальованими», ніж написаними впевненою рукою. Інша дочка Вільяма Шекспіра, Джудіт, ставила на офіційних документах хрестик.
Антистратфордійці вважають, що оточення Шекспіра несумісне зі змістом його творів, в яких автор демонструє своє глибоке знайомство з політикою і культурою як Англії, так і закордонних країн, а також з аристократичними видами спорту: полюванням, соколиним полюванням, тенісом і грою в боулз. Дехто вважає, що в його творах висловлюється презирство до неосвічених простолюдинів — він зображає їх комічно, роблячи об'єктом насмішок.

### Освіта і грамотність
Антистратфордійці часто використовуються як аргумент той факт, що не знайдено документів, котрі підтверджували б отримання Шекспіром освіти. Безкоштовна нова королівська школа в Стратфорді, заснована 1553 року, знаходилася приблизно за 0,8 кілометра від будинку, де виріс Шекспір. В англійських школах грамоти того часу навчання велося за латинськими текстами, точно встановленим королівським указом, і учні безоплатно отримували серйозну освіту в області латинської граматики, антикознавства і риторики. Завуч школи Томас Дженкінс, а також вчителі були випускниками Оксфорда. Списки учнів школи за цей період не збереглися, крім того, ніхто не повідомляв, що був учителем або однокласником Шекспіра. Ця відсутність документальних свідчень сприймається багатьма антистратфордіанцями як ознака неграмотності Шекспіра.
Антистратфордійці також ставлять запитання, як Шекспір, котрий не отримав пристойної освіти і не був вихований в культурній родині, міг мати такий великий словниковий запас. Авторський словниковий запас його п'єс, за різними підрахунками, становить від 17 500 до 29 000 слів. Не збереглося підписів Шекспіра на його рукописах. Всі шість збережених підписів Шекспіра знаходяться на офіційних документах. Антистратфордійці називають ці підписи «карлючками» і інтерпретують як ще один доказ неписьменності або малоосвіченості Шекспіра.

### Ім'я як псевдонім

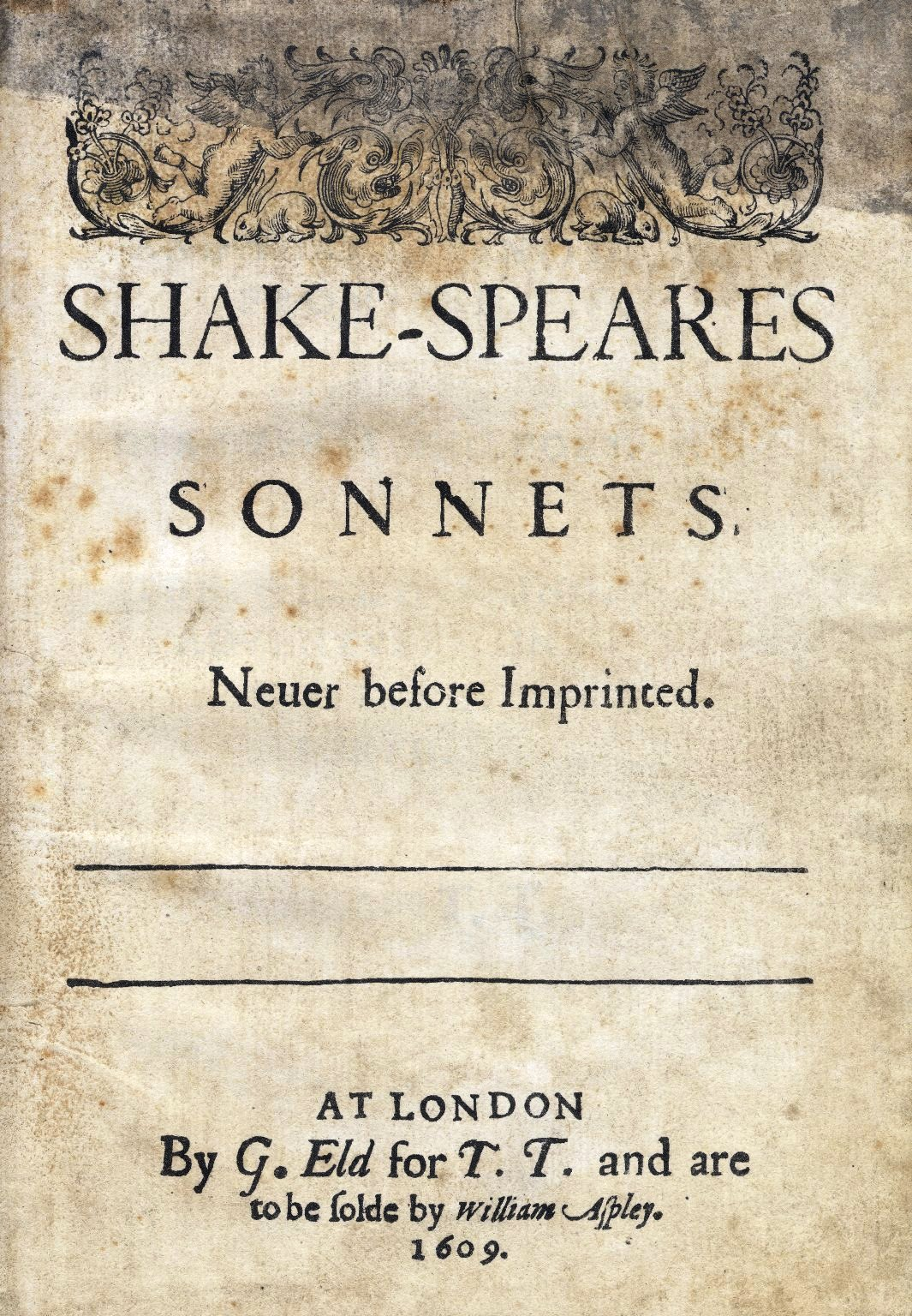
На титульній сторінці quarto 1609 року прізвище Шекспіра написане через дефіс

Відомі підписи Шекспіра і титульні сторінки видань його робіт по-різному відтворюють його прізвище. Його прізвище фігурує в різних варіаціях як на літературних, так і на офіційних документах, особливо різняться рукописні варіанти. Цей факт часто використовується як доказ того, що Шекспір не та людина, яка створила приписувані йому твори, і його ім'я було використане як псевдонім справжнім автором.
Є низка випадків передачі прізвища Шекспіра через дефіс: «Shake-speare» або «Shak-spear» (букв. «той, хто трясе списом», або ж «Лицар, що трясе списом»). Більшість антистратфордійців використовують цей факт як доказ використання псевдоніма, стверджуючи, що такий спосіб запису часто використовувався для створення описового образу вигаданих театральних персонажів, а також літературних псевдонімів.
Причини, з яких справжній автор використовував псевдонім, найчастіше варіюються залежно від соціального статусу ймовірного автора. Аристократи, такі як Оксфорд і Дербі, використовували псевдонім, щоб захистити себе від ганьби, тому що в ту епоху подібне заняття не личило придворному. Якщо гаданий автор не належав до вищої знаті, то передбачається, що він використовував псевдонім, щоб уникнути переслідувань з боку влади: Бекон за пропаганду республіканської форми правління, а Марло, щоб не видати себе після смерті, інсценованої для порятунку від тюремного ув'язнення або страти.

### Відсутність документальних свідчень

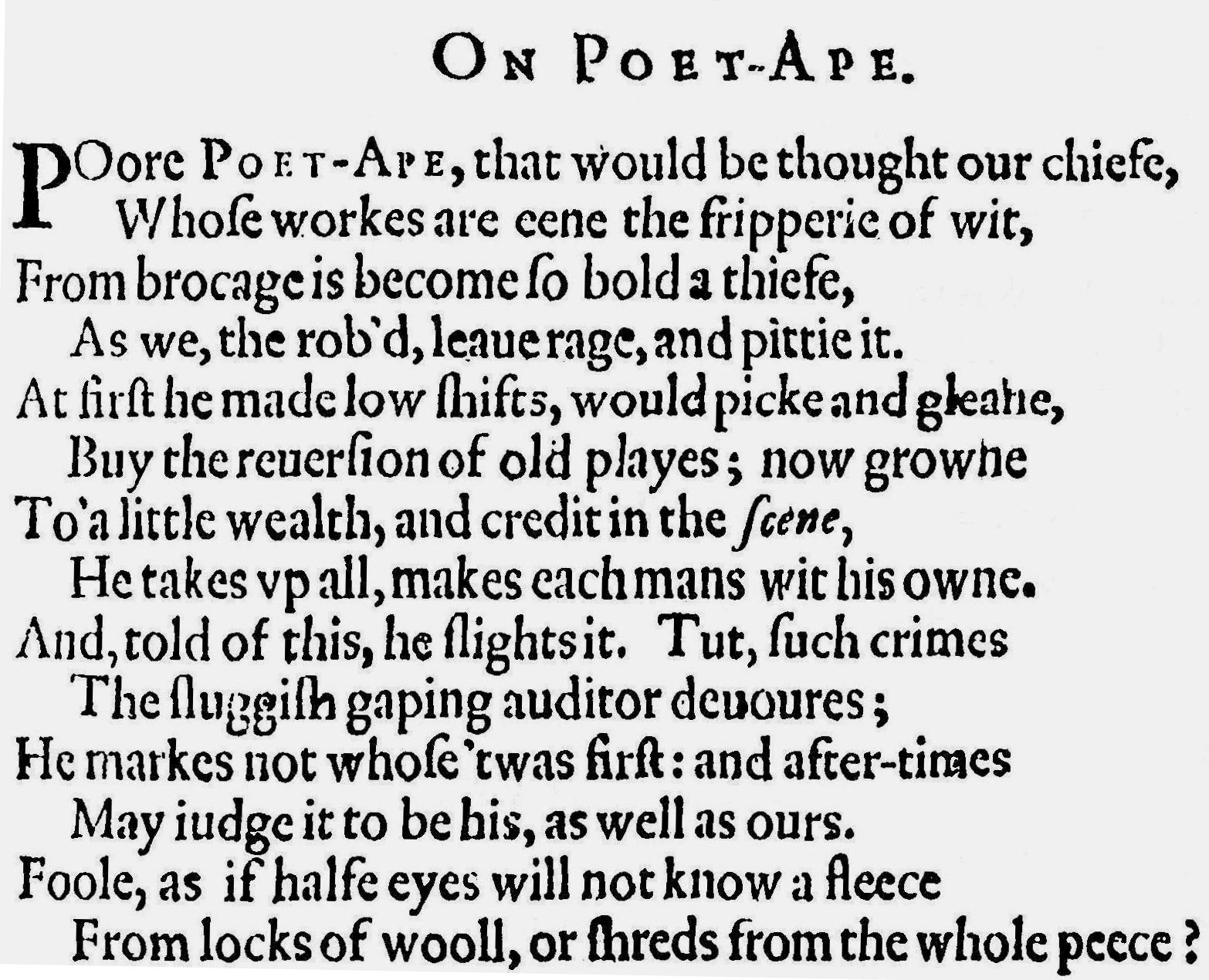
Вірш Бена Джонсона «До поета-мавпи» (On Poet-Ape) зі збірки робіт 1616 року; деякі антистредфордійці вважають його зверненням до Шекспіра

Антистратфордійці говорять, що ніякі документи явно не підтверджують те, що Шекспір був письменником, і, навпаки, доводять, що він зробив кар'єру бізнесмена й інвестора нерухомості; будь-яка популярність, яку він, можливо, мав в театральному світі Лондона (для приховування реального автора), пов'язана з тим, що він був власником театральних акцій. Вони також вважають, що всі свідчення літературної кар'єри були сфальсифіковані, щоб захистити особистість справжнього автора п'єс.
Всі альтернативні теорії авторства спростовують очевидні відсилання Єлизавети I і Якова I до Шекспіра як до драматурга; замість цього шукаються неточності та шифрування. Вони ідентифікують його з літературним злодієм «Поетом-мавпою» (з однойменного вірша Бена Джонсона) і дурним «коханцем поезії» Гулліо (з університетської п'єси «Повернення на Парнас», поставлена близько 1601 року). Такі персонажі нібито натякають, що театральний світ Лондона знав, що за постаттю Шекспіра ховається інший автор. Відповідно, похвали письменникові «Шекспіру», подібні тим, які можна знайти в Першому фоліо, пояснюються як відсилання до реального автора, а не до людини зі Стратфорда.

### Обставини смерті Шекспіра
Шекспір помер 23 квітня 1616 року в Стратфорді, залишивши заповіт, який розподіляє його доволі великий маєток. Заповіт Шекспіра зі Стратфорда — об'ємний і докладний документ, проте в ньому не згадуються жодні книги, папери, поеми чи п'єси. На момент смерті Шекспіра 18 його п'єс залишалися неопублікованими, а проте, про них теж нічого не сказано в заповіті. Єдине відсилання до театру — відписування грошей колегам-акторам з тим, щоб вони могли купити траурні кільця; але внесений цей пункт був вже після підписання заповіту, що кидає тінь на достовірність цього моменту.

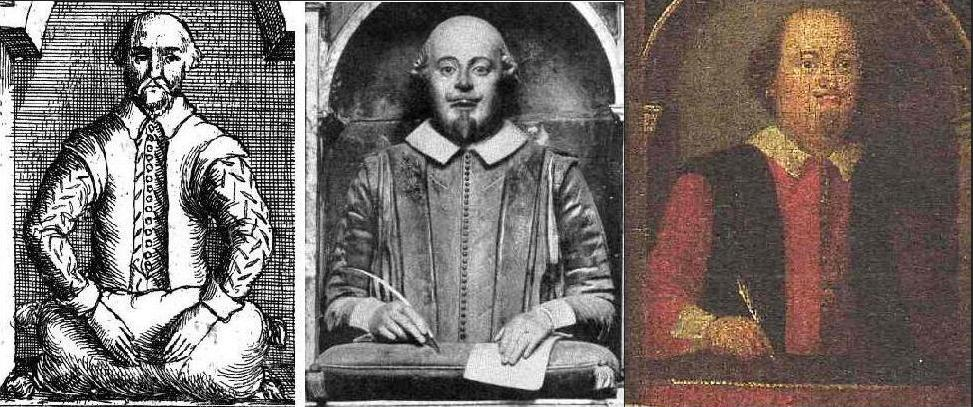
Зображення пам'ятника Шекспіру, створене 1656 року, його сучасний вигляд і зображення 1748 року, створене до його реставрації

Немає відомостей про публічну жалобу за Шекспіром, також не було опубліковано жодних віршів на його смерть протягом 7 років після неї — до появи подібної похвали на розвороті Першого фоліо.
Оксфордійці вважають, що фраза «наш безсмертний поет» (англ. our ever-living Poet) (епітет, яким зазвичай вихваляли померлого поета, маючи на увазі, що своєю творчістю він приніс собі безсмертя) з посвяти до сонетів Шекспіра, опублікованих 1609 року, означає, що істинний автор до того часу вже помер. Оксфорд помер 1604 року, п'ятьма роками раніше.
Надгробний пам'ятник Шекспіру в Стратфорді являє собою бюст з пером у руці, до якого додаються кілька епітафій з вихвалянням його поетичних здібностей. Найперше друковане зображення надгробка, опубліковане Вільямом Дагдейлом 1656 року в книзі «Старожитності Воркшира», відрізняється від його сучасного вигляду. Деякі дослідники авторського питання стверджують, що раніше чоловік тримав у руках мішок зерна або шерсті, який на перо замінили пізніше, щоб приховати особистість справжнього автора. Спробувавши покласти край спекуляціям на дану тему, 1924 року M. Шпільман опублікував зображення монумента, зроблене до реставрації 1748 року, на якому він дуже схожий на сьогоднішній. Публікація зображення не справила бажаного ефекту, і 2005 року оксфордіанець Річард Кеннеді припустив, що монумент був споруджений на честь Джона Шекспіра, батька Вільяма, який, за переказами, успішно торгував вовною.

## Аргументи за авторство Шекспіра
Майже всі члени академічної наукової спільноти впевнені, що автор п'єс «Шекспір» — та ж людина, що і Вільям Шекспір, який народився в Стратфорді 1564 року і помер 1616 року. Він став актором і акціонером трупи «Слуги лорда-камергера» (пізніше «Слуги короля»), якій належав театром «Глобус» і ексклюзивні права на постановку п'єс Шекспіра з 1594 до 1642. Після 1596 року Шекспір також міг вважатися почесним «джентльменом»; тоді його батькові було дозволено мати герб.
Шекспірознавці не бачать причин вважати, що ім'я «Шекспір» є псевдонімом, або ж що актор був прикриттям для реального автора: записи сучасників називають Шекспіра письменником, а походження драматургів-сучасників Шекспіра — Марло, Джонсона, Джона Донна та інших — було не менш, а іноді й скромнішим (батько Шекспіра зі Стратфорда був заможним і входив в міське правління); сучасники не сумніваються в тому, що Шекспір — справжній автор п'єс. Справді, інформація про життя Шекспіра уривчаста, але обсяг збережених відомостей про драматургів-сучасників Шекспіра також невеликий і для багатьох авторів набагато мізерніший. Щодо Джонсона, Марло і Джона Марстона знаходиться більше документованої інформації, але причиною цього є їх освіта, часті контакти з судом і проблеми з законом.
Приписуючи п'єси поету і драматургу Вільяму Шекспіру, літературознавці використовують ту ж методологію, що й для інших письменників його часу: історичні записи й вивчення стилю; вони вважають, що аргумент антистратфордійців «немає доказів авторства Шекспіра» є прикладом помилкової логіки, так званим argumentum ex silentio, аргументом, виведеним з умовчання, — відсутність доказів є доказом відсутності. Вони критикують методи представників інших теорій авторства як ненадійні й ненаукові, заявляючи, що їх суб'єктивність пояснює, чому як «справжній» автор пропонуються ще 80 кандидатів. Вони вважають ідею, що у творах Шекспіра відбита його автобіографія, культурним анахронізмом: така практика набула поширення в XIX столітті, але в епоху Єлизавети її ще не існувало. Навіть у XIX столітті, починаючи принаймні з Гацліта і Кітса, критики часто відзначали, що геній Шекспіра в його здатності створювати героїв, які говорять і діють із законів їх драматичної природи, що робить спроби дізнатися що-небудь про автора з його п'єс набагато більш проблематичними.

### Історичні свідчення

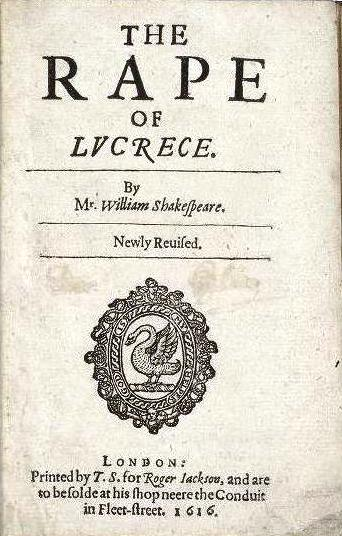
Почесний титул Шекспіра «Майстер» (Master) представлений у вигляді «Mr.»; титульна сторінка «Збезчещеної Лукреції» (1616)

Історичні документи однозначно вказують на Шекспіра як на автора канону п'єс. Крім імені на титульних сторінках видань п'єс і поем (принаймні 23 рази за життя) він згадувався як відомий письменник. Деякі сучасники підтверджують єдність осіб драматурга й актора, також є явний документальний доказ того, що актор був уродженцем Стратфорда.
1598 року Френсіс Мерес назвав Шекспіра драматургом і поетом у своїй книзі «Palladis Tamia»; він говорить про Шекспіра як про одного з авторів, які «дуже збагатили англійську мову». Він називає 12 п'єс, написаних Шекспіром, чотири з яких не були опубліковані in quarto: «Два веронці», «Комедія помилок», «Безплідні зусилля кохання» і «Король Іоанн»; також він приписує Шекспіру кілька п'єс, опублікованих анонімно до 1598 року, а саме п'єси «Тіт Андронік», «Ромео і Джульєтта» і «Генріх IV, частина 1». За 11 років до публікації сонетів Шекспіра він пише про деякі його сонети, котрі зберігаються в приватних колекціях його друзів.

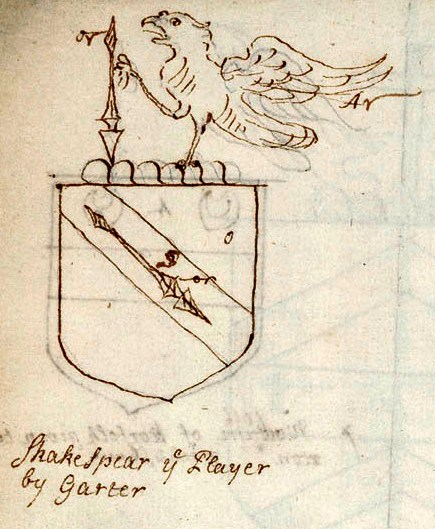
Батько Шекспіра отримав право на герб 1596 року, проти чого 1602 року заперечував Ральфом Бруком, назвавши у своїй скарзі Шекспіра «актором»

Відповідно до жорсткої соціальної ієрархії єлизаветинської Англії, Вільям Шекспір отримав право використовувати почесний титул «джентльмен» після того, як 1596 року його батько отримав право на герб. Цей почесний титул у зверненні передавався зверненням «Майстер» або абревіатурою «Mr.» Або «M.» перед ім'ям. Титул присутній у багатьох відсиланнях сучасників до Шекспіра, включаючи офіційні, а також пов'язаних з літературною діяльністю документах, що ідентифікує Вільяма Шекспіра зі Стратфорда з автором п'єс. Приклади з життя Шекспіра включають два записи в книзі авторських прав, один з них датований 23 серпня 1600 року і внесений Ендрю Вайсом і Вільямом Есплі: «Вступ їх копій в руки інспекторів. Дві книги. Одна називається Багато галасу з нічого. Інша — друга частина історії короля Генріха IV з гуморичним сером Джоном Фальстафом: Написано мр. Шекспіром. xij d»(англ. Entred for their copies vnder the handes of the wardens. Twoo bookes. the one called: Muche a Doo about nothinge. Thother the second parte of the history of kinge henry the iiijth with the humors of Sr John ffalstaff: Wrytten by mr Shakespere. xij d).
Соціальний статус Шекспіра також послідовно згадується сучасниками в епіграмах: Джона Девіса в «Батогах дурості» (1611): «To our English Terence, Mr. Will. Shake-speare» (укр. Нашому англійському Теренцію, Мр. Вілл Шекспіру); Томаса Фрімана з «Runne and A Great Caste» (1614) — «To Master W: Shakespeare». Також він згадується з титулом в історика Джона Стоу в його списку «Our moderne and present excellent Poets» (укр. Наші сучасні й нинішні чудові поети) з його «Анналів», виданих посмертно (1615), де сказано: «M. Willi. Shake-speare gentleman».
Після смерті Шекспіра він як «джентльмен» був однозначно позначений Беном Джонсоном в заголовку його хвалебної промови до поета — «To the Memory of My Beloved the Author, Mr. William Shakespeare and What He Hath Left Us» (укр. «Пам'яті мого улюбленого автора, Мр. Вільяма Шекспіра, і того, що він залишив нам»), опублікованої в Першому фоліо (1623). Інші поети також позначали Шекспіра як джентльмена у своїх панегіриках, також опублікованих у Першому фоліо: «Upon the Lines and Life of the Famous Scenic Poet, Master William Shakespeare» (укр. «На вірші й життя знаменитого сценічного поета, майстра Вільяма Шекспіра») Г'ю Голланда і «To the Memory of the Deceased Author, Master W. Shakespeare» (укр. «Пам'яті покійного автора, майстра В. Шекспіра») Леонарда Діггза.

### Юридичні обґрунтування
Письмові свідчення сучасників Шекспіра, а також серйозні побічні докази особистих відносин з людьми, яким доводилося б спілкуватися з ним як з актором і драматургом, говорять про те, що автором п'єс є він.

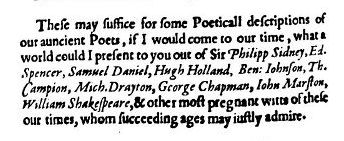
Вільям Кемден захищав право Шекспіра на герб, подаючи його в списку найвизначніших поетів того часу

Історик і антиквар Джордж Бак був призначений заступником майстра святкувань 1603 року і майстром святкувань 1610 року (обіймав посаду до 1622 року). Він був повинен контролювати цензуру п'єс для публічних театрів, організовувати театральні вистави при дворі і (після 1606 року) давати дозволи на публікацію п'єс. На титульній сторінці п'єси «George a Greene, the Pinner of Wakefield» (1599 рік) Бак зазначив, що консультувався з Шекспіром з питання про її авторство. Бак зазвичай прискіпливо встановлював авторство п'єс; і 1607 року він особисто видав ліцензію на публікацію «Короля Ліра» як написаного «Майстром Вільямом Шекспіром».
1602 року Ральф Брук, йоркський герольд, звинуватив сера Вільяма Детіка, герольдмейстера ордену Підв'язки, у наданні статусу джентрі 23 негідним. Одним з них був батько Шекспіра, який домагався герба ще 34 роки тому, але тільки 1596 року отримав його разом зі своїм сином. Брук докладає ескіз герба Шекспірів, підписаний: «Шекспір — актор; складено герольдмейстером ордену Підв'язки». Правильність видачі гербів відстояли Детік і герольдмейстер Кларенсью Вільям Кемден — видатний антиквар того часу. У його творі Remaines Concerning Britaine — опублікованому 1605 року, але закінченому двома роками раніше (до того, як 1604 року помер граф Оксфорд), — Кемден називає Шекспіра одним з «найбільш змістовних письменників покоління нашого часу, яким наступні покоління зможуть справедливо захоплюватися».

### Визнавання іншими акторами, драматургами і письменниками

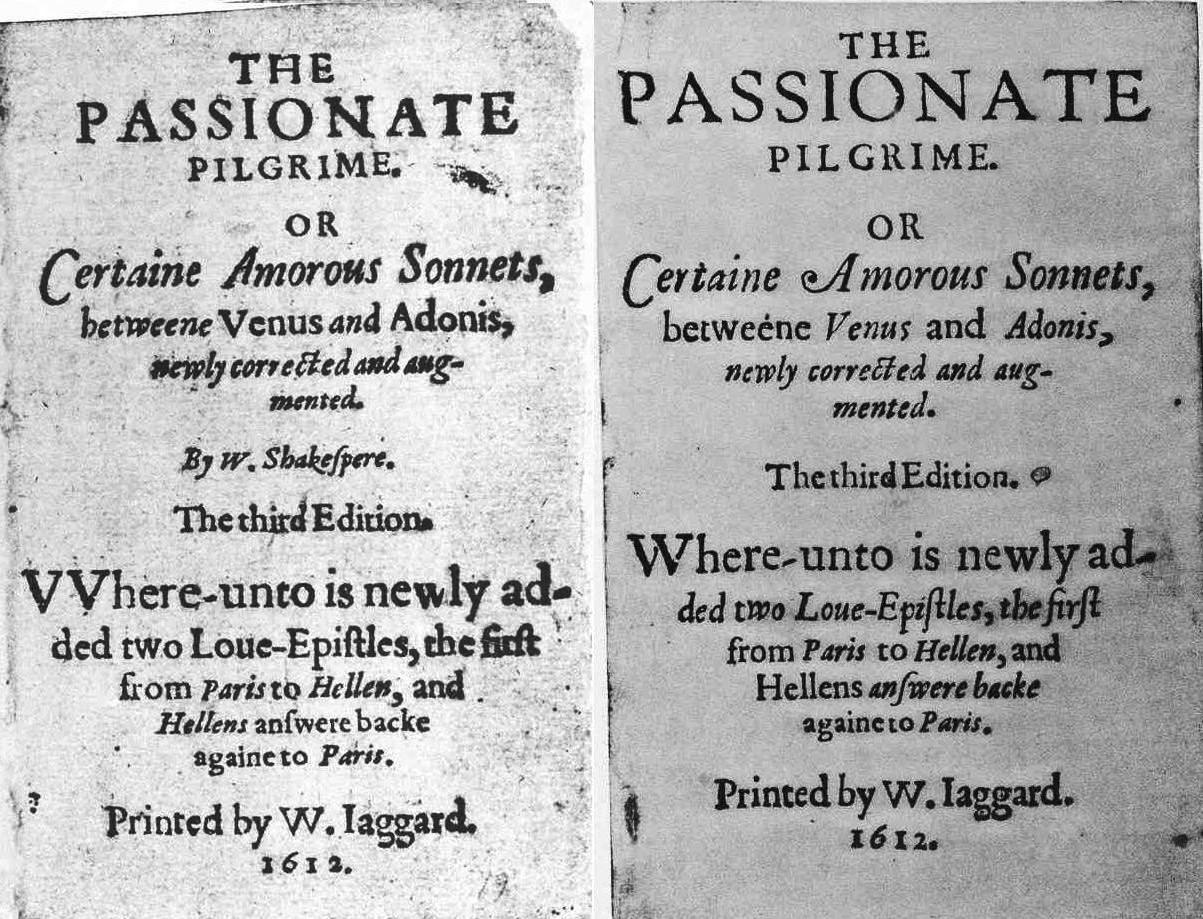
Дві версії титульної сторінки «Пристрасного пілігрима» (3-є видання, 1612 рік)

Актори Джон Гемінгс і Генрі Конделл знали Шекспіра і працювали з ним понад 20 років. У Першому фоліо 1623 року вони написали, що видають його, «тільки щоб зберегти пам'ять про гідного друга і колегу за життя, яким був наш Шекспір, скромною пропозицією його п'єс» (англ. onely to keepe the memory of so worthy a Friend, & Fellow aliue, as was our Shakespeare, by humble offer of his playes). Драматург і поет Бен Джонсон знав Шекспіра щонайменше з 1598 року; коли «Слуги лорда Чемберлена» ставили п'єсу Джонсона «Всяк у своєму настрої» у театрі «Завіса», Шекспір входив до трупи. Шотландський поет Вільям Драммонд записав висловлювання Джонсона: останній критикував Шекспіра, вважаючи, що тому бракує «художності», а також за те, що в «Зимовій казці» той помилково помістив Богемію біля берега. 1641 року, через чотири роки після смерті Джонсона, були опубліковані приватні записи про його життя. У коментарі, призначеному для нащадків (Timber or Discoveries), він критикує Шекспіра за його підхід до драматургії, але захоплюється ним як людиною: «Він був дійсно чесним, мав відкриту і вільну натуру, мав чудову фантазію, сміливі погляди і мйякість мови, в якій він розтікався з такою легкістю, що часом його просто необхідно було зупинити».
Доповнюючи Джонсона, про Шекспіра пишуть інші драматурги, дехто з яких продавав п'єси компанії Шекспіра. У двох з трьох «Парнаських п'єс», створених в коледжі Святого Іоанна Кембридзького університету на початку XVII століття, Шекспір згадується як актор, поет і драматург, який не отримав університетської освіти. У «Першій частині повернення з Парнасу» двоє окремих персонажів посилаються на нього як на «солодкоголосого Мр. Шекспіра»; у «Другій частині повернення з Парнасу» (1606), п'єсі анонімного драматурга, актор Кемп говорить акторові Бербеджу: «небагато з університетських розумів добре пишуть п'єси … А ось наш приятель Шекспір показав їм усім, як треба писати».
У «Пристрастному пілігримі», який був опублікований Вільямом Джаггардом 1612 року під ім'ям Шекспіра на титульній сторінці, було додано дев'ять віршів, написаних видатним англійським поетом і драматургом Томасом Гейвудом. У своїй книзі «На захист акторів» (1612) Гейвуд протестував проти даних дій, додавши, що і сам автор «ображений тим, як безсоромно містер Джаггард без його відома розпорядився його ім'ям». Гейвуд впевнено говорить, що сам автор не знав нічого про обман; Джаггард замінив титульні сторінки на нові, без вказівки імені Шекспіра, хоча Гейвуд не говорив конкретно, що «ображеним автором» є саме Шекспір. В іншому місці, у вірші «Ієрархія блаженних ангелів» (1634 рік), Гейвуд з ніжністю перераховує прізвиська драматургів, знайомих йому. Серед них він виділяє Шекспіра, говорячи про нього як про одного з найкращих поетів його часу.
Драматург Джон Вебстер у присвяті до «Білого диявола» (1612) пише: «Я завжди дотримувався доброї думки про найкращі твори інших авторів, особливо про повнозвучний і високий стиль Чапмена, … і, нарешті (без будь-якого дурного наміру згадуючи їх останніми), про суто щасливу і плідну діяльність М. Шекспіра, Деккера і Гейвуда». Абревіатура «М.» означає «майстер», форму звернення, котра вказує на Вільяма Шекспіра зі Стратфорда, який носив титул джентльмена.
У віршованому листі до Бена Джонсона, датованому 1608 роком, Френсіс Бомонт натякає на декількох драматургів, зокрема й на Шекспіра.

### Смерть Шекспіра

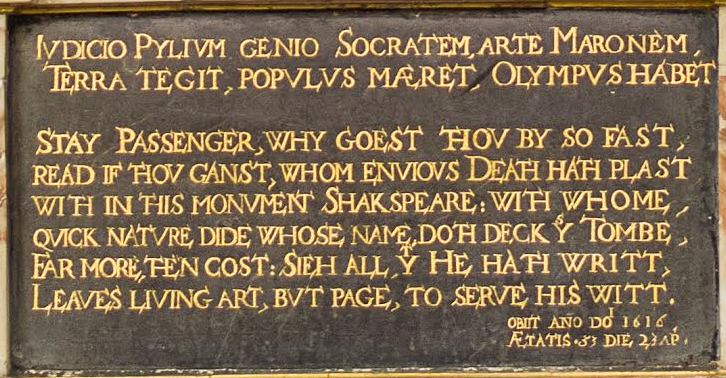
Присвята з пам'ятника Шекспіру

До пам'ятника Шекспіру, спорудженому в Стратфорді до 1623 року, додається табличка з присвятою, що ідентифікує Шекспіра з письменником. Перші два латинських рядки перекладаються так: «У судженнях Пілоссець, в геніальності Сократ, в мистецтві Марон. Земля покриває його, народ плаче за ним, Олімп має його» — в написі містяться відсилання до Нестора, Сократа, Вергілія і гори Олімп. Пам'ятник не тільки згадувався в Першому фоліо, а й в інших записах початку XVII століття був ідентифікований як пам'ятник Шекспіру; в них наводився і надпис. Вільям Дагдейл описав пам'ятник у книзі «Старожитності Воркшира» (1656), але його гравюра була зроблена з ескізу 1634 року, однак подібно іншим зображенням пам'ятників його руки, акуратністю не відзначається.
В заповіті, складеному 25 березня 1616 року, Шекспір залишає «моїм товаришам Джону Гемінгсу, Річарду Бербеджу і Генрі Конделлу 26 шилінгів 8 пенсів кожному для покупки [траурних] кілець». Численні записи з державних архівів, включаючи королівський патент від 19 травня 1603 року, за яким були засновані «Слуги короля», встановлюють, що Філліпс, Гемінгс, Бербедж і Конделл були акторами-товаришами Шекспіра по «Слугах короля»; двоє останніх потім правили зібрання його п'єс. Антистратфордійці сумніваються у правдивості цих рядків, які були вписані окремо, і вважають, що вони були внесені з метою приховати справжнього автора творів. Проте, заповіт був підтверджений в Лондоні прерогативним судом архієпископа Кентерберійського (Джордж Еббот) 22 червня 1616 року, і в судовий реєстр був перенесений список заповіданого майна без змін.
Джон Тейлор є першим поетом, який відзначив у пресі смерть Шекспіра і Френсіса Бомонта у своєму творі 1620 року «Похвала конопляному насінню». Обидва померли чотирма роками раніше, дні їхньої смерті відстоять один від одного менше ніж на два місяці. Бен Джонсон написав короткий вірш «Читачеві», який супроводжує портрет роботи Друшаута до Першого фоліо; в ньому зображення було оцінене як непогане відтворення зовнішності Шекспіра. Серед вступних віршів був присутній панегірик Джонсона «Пам'яті мого улюбленого автора, мр. Вільяма Шекспіра, і того, що він залишив нам», в якому Шекспір називається драматургом, поетом і актором.

### Докази авторства Шекспіра з його робіт
Роботи, що приписуються Шекспіру, є найбільш вивченими світськими літературними творами в історії. Коментарі сучасників і дослідження текстів підтверджують, що твори написані кимось, хто мав ту же освіту, оточення і тривалість життя, що й Вільям Шекспір.

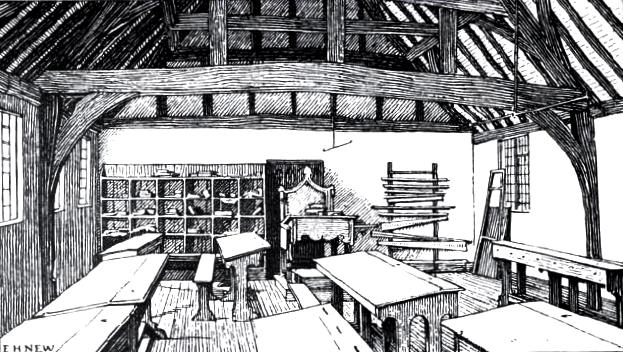
Граматична школа короля Едуарда VI в Стратфорді-на-Ейвоні

Сучасники Шекспіра не залишили записів, в яких би відгукувалися про нього як про освіченого письменника або вченого. Навпаки, Бен Джонсон і Френсіс Бомонт посилалися на відсутність у нього класичної освіти. Якщо ці п'єси написав драматург, що навчався в університеті, то важкопояснюваними стають багато промахів на античну тему в його роботах. Він не просто помилково передає багато класичних імен; також він є анахронічним — в «Троїлі і Крессиді» греки й троянці цитують Платона і Аристотеля за тисячу років до їх народження. Віллінські припускає, що більша частина античних алюзій Шекспіра була запозичена з «Thesaurus Linguae Romanae et Britannicae» (укр. Словник латини і англійської мови) Томаса Купера (1565), оскільки деякі помилки з цієї книги повторюються в п'єсах Шекспіра; до того ж її екземпляр був подарований Стратфордській граматичній школі Джоном Бретчгердлом для «загального використання учнями». Пізні критики, такі як Семюел Джонсон, відзначали, що геній Шекспіра — не в його ерудиції, а в «проникливості спостережень і точності відмінностей, котрі книгами й настановами не можуть бути даровані; звідси майже всі його вихідні і власні переваги». Навіть факт великої кількості книг, прочитаних Шекспіром, найімовірніше, перебільшений пізнішими критиками, і він скоріш міг отримувати знання з розмов.
П'єси Шекспіра відрізняються від творів «університетських умів» тим, що в них відсутній показний прояв майстерності письменника в латині або класичних принципах драми, за винятком п'єс, написаних у співавторстві, — серії про Генріха VI й «Тіта Андроніка». Натомість його класичні алюзії спираються на програму єлизаветинських граматичних шкіл. Програма починалася з латинської граматики «Rudimenta Grammatices» Вільяма Лілі і доходила до Цезаря, Лівія, Вергілія, Горація, Овідія, Плавта, Теренція та Сенеки — всі ці автори цитуються в шекспірівському каноні. У практично унікальних для свого часу п'єсах Шекспіра міститься безліч фраз з гімназійних текстів і карикатур на шкільних вчителів. У декількох п'єсах містяться відсилання до «Граматики» Лілі. У роботах Шекспіра є відсилання не тільки до граматичної, а й до початкової школи, де діти від 5 до 7 років навчалися читати, що було необхідно для вступу до граматичної школи.

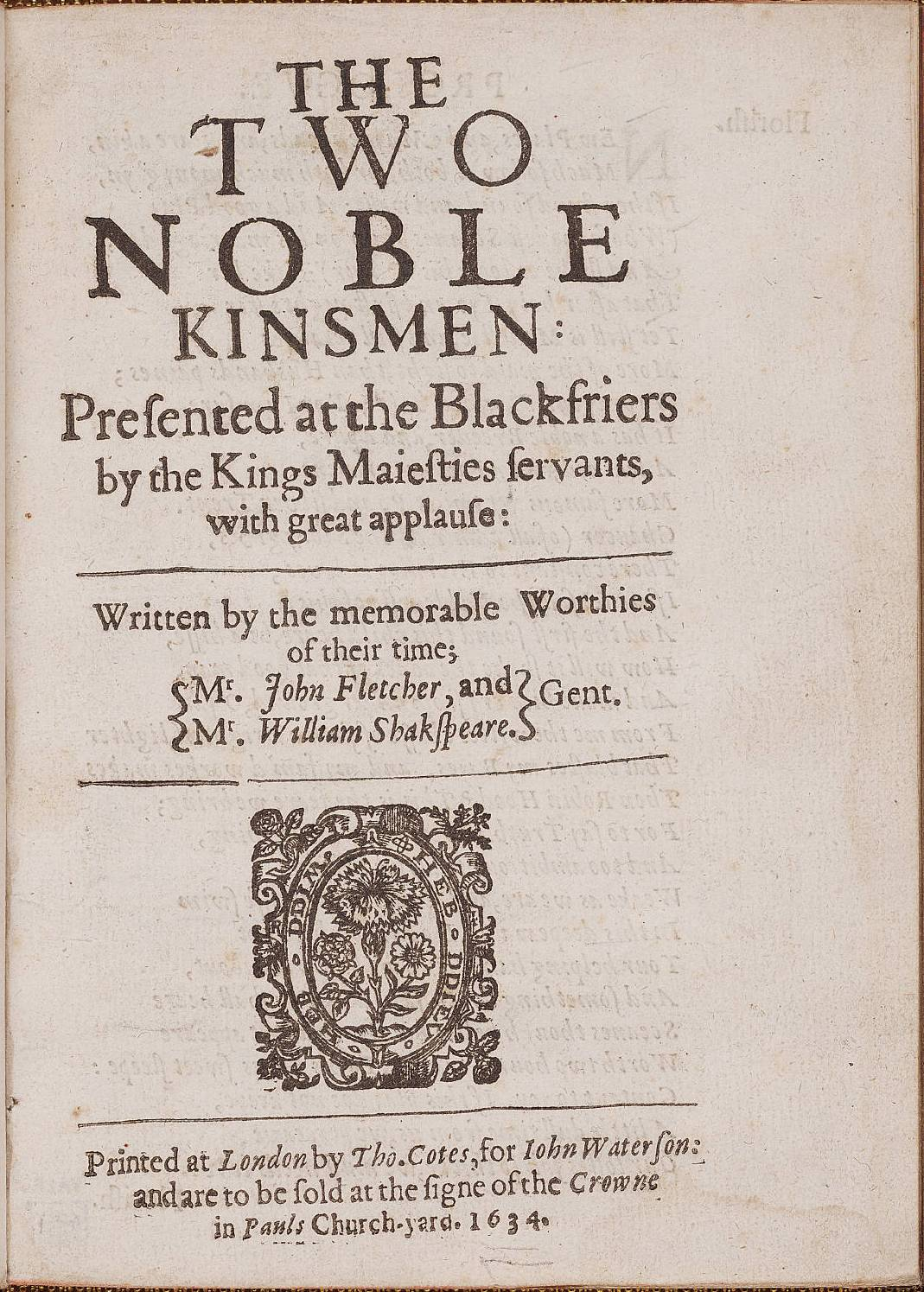
Титульна сторінка quarto 1634 року «Двох знатних родичів», написаних Джоном Флетчером і Шекспіром

Починаючи з 1987 року Ворд Елліотт, який симпатизував оксфордійській теорії, і Роберт Дж. Валенца керували постійними стильометричними дослідженнями, в яких за допомогою спеціального програмного забезпечення порівнювалися стилістичні особливості робіт Шекспіра з роботами 37 авторів, котрі пропонувалися на роль справжнього творця канону. Роботи з цього дослідження, відомого як «Claremont Shakespeare Clinic», останній раз велися навесні 2010 року. Досліди встановили, що роботи Шекспіра написала, найімовірніше, одна людина, а не група, і що він використовував менше відносних речень і більше дефісів, жіночих закінчень і перенесення речень, ніж більшість письменників, з якими він порівнювався. В результаті встановлено, що жодна з робіт інших протестованих авторів не могла бути написана Шекспіром і що жодна з робіт канону не могла бути написана одним з них, що відкидає всі припущення про те, що автори, чиї роботи збереглися (включаючи Оксфорда, Бекона і Марло), створили приписувані Шекспіру твори.
Стиль Шекспіра з часом змінювався, слідуючи за змінами в літературних течіях. Його пізні п'єси, такі як «Зимова казка», «Буря» і «Генріх VIII», написані в стилі, схожому на стиль інших драматургів часу Якова I й відрізняється від його п'єс єлизаветинської епохи. Коли ж 1609 року «Слуги короля» почали використовувати для постановок театр у Блекфріарсі, п'єси Шекспіра стали писатися для меншої сцени з більшим використанням музики й танців і рівномірнішим поділом п'єс на акти — щоб дозволити підрізати свічки, що використовувалися для освітлення сцени.

### Відповіді на аргументи антистратфордійців
Низка стратфордійців вважає, що один творчий автограф Шекспіра все ж відомий: можливо, тією ж рукою, що і підписи, написана частина забороненої цензурою п'єси «Сер Томас Мор» (це не просто копія, а чернетка з авторською правкою; цей рукопис, однак, важко однозначно звірити з відомими шістьма підписами, в яких дуже мало літер). Прибічники традиційної точки зору також звертають увагу на малоймовірність того, щоб професійний актор, котрий постійно вчить велике число ролей, і пайовик самого популярного лондонського театру міг бути неписьменним.
Орфографія назв у той час ще далеко не була врегульована. Ряд сучасників називає Shakespeare саме Шекспіра зі Стратфорда. Сучасники Шекспіра Бен Джонсон і Крістофер Марло підписували свої п'єси теж не зовсім так, як їх прізвища значилися в документах про народження (Jonson, а не Johnson, Marlowe, а не Marlow; єдиний відомий підпис Марло виглядає як Marley); прізвища кожного з них також мали і ряд інших варіантів написання, так що в цьому відношенні Шекспір нічим від них не відрізняється. Фактично жодного іншого прикладу дефісного псевдоніма єлизаветинського часу не відомо, тоді як справжні прізвища через дефіс тоді все ж неодноразово писалися.

## Історія питання про авторство

### Бардопоклонство і ранні сумніви
Попри схвальні відгуки про його твори, Шекспір не вважався найбільшим письменником світу в перші півтора століття після своєї смерті. Він мав лише репутацію хорошого драматурга і поета, що належить до плеяди багатьох інших авторів єлизаветинської епохи. У театрах, відкритих в епоху Реставрації, більше любили п'єси Бомонта і Флетчера, а Бен Джонсон і Шекспір боролися лише за друге місце. Шекспір вийшов на перший план після того, як актор Девід Гаррі організував 1769 року святкування Стратфордського ювілею Шекспіра. Якщо не рахувати кількох сатиричних та алегоричних зауважень XVIII століття, в цей період не виникало припущень про те, що автором його творів є хтось інший. Це питання виникло лише тоді, коли його почали називати національним поетом Англії й неповторним генієм.
До початку XIX століття це шанування досягло апофеозу: Шекспір був визнаний одним з недосяжних геніїв; цей феномен Джордж Бернард Шоу 1901 року назвав словом «bardolatry» (укр. бардохвальство). До середини XIX століття за його генієм почали визнавати не тільки творчу, але й інтелектуальну силу. Те, що було відомо про його життя, видавало Шекспіра за неосвіченого селянина; виникло занепокоєння через дисонанс між репутацією Шекспіра і його біографією. Ральф Волдо Емерсон, хоч і був упевнений в тому, що Шекспір написав свої роботи, у своїй лекції 1846 року вказав, що не може узгодити вірші Шекспіра з образом веселого актора і театрального менеджера. Підйом текстології, яка оскаржувала авторську єдність поем Гомера та історичність Біблії, також підживлював нерозуміння щодо авторства робіт Шекспіра, що, на думку одного критика, було «бомбою уповільненої дії». Дослідження Давида Штрауса біографії Ісуса, котрі вразили світ своїм скептицизмом щодо історичної точності євангелій, вплинули й на світські дебати про Шекспіра. 1848 року Самуель Мойшем Шмукер у своїй книзі «Історичні сумніви щодо Шекспіра, що ілюструють невірні заперечення проти Біблії» спробував спростувати сумніви Штрауса в історичності Христа, сатирично застосовуючи його методи на записи часів Шекспіра. Шмукер, який ніколи не сумнівався, що Шекспір був Шекспіром, мимоволі передбачив багато з пізніших аргументів авторів альтернативних теорій.

### Відкриті сумніви й перший альтернативний кандидат

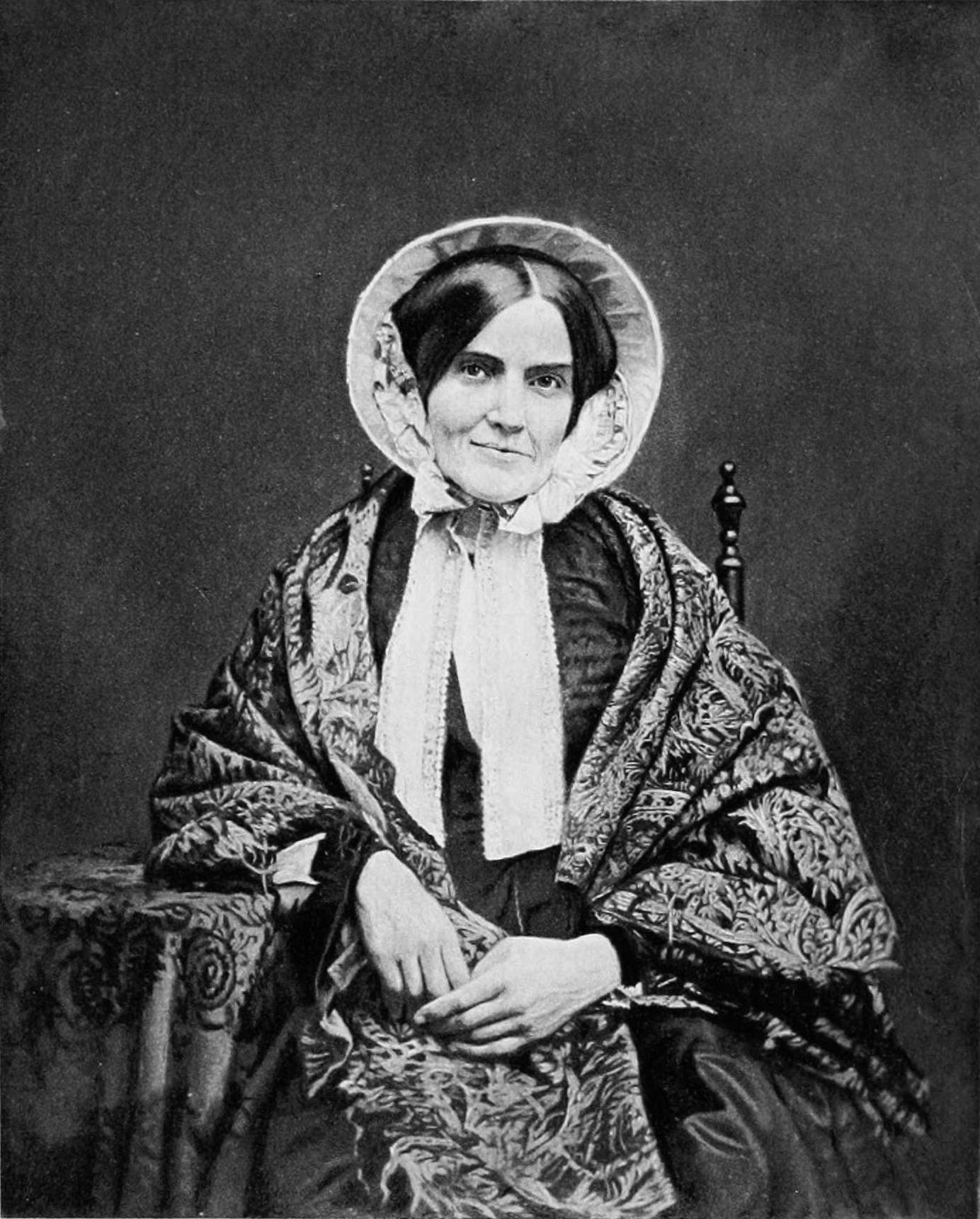
Делія Бекон була першою авторкою, котра сформулювала цілісну теорію про те, що Шекспір не був автором приписуваних йому робіт

Авторство Шекспіра було вперше відкрито оскаржене Джозефом Гартом 1848 року. Гарт стверджував, що п'єси містять докази того, що над ними працювало багато різних авторів. Йому не були відомі свідчення сучасників про Шекспіра, і він ще не будував теорій змови, припускаючи, що справжнє авторство п'єс з плином часу було просто забуте і приписане Шекспіру набагато пізніше, або ж вони були куплені ним в інших авторів і привласнені. Чотири роки по тому Роберт Джеймсон анонімно опублікував в «Chambers's Edinburgh Journal» статтю «Who Wrote Shakespeare» (укр. Хто написав Шекспіра), в якій висловлював подібні погляди. 1856 року непідписана стаття Делії Бекон «William Shakspeare and His Plays; An Enquiry Concerning Them» (укр. Вільям Шекспір і його п'єси; питання стосовно них) з'явилася у «Putnam's Magazine».
Делія Бекон припустила ще 1845 року, що п'єси, приписувані Шекспіру, були насправді написані колективом авторів на чолі з її однопрізвищником Френсісом Беконом, причому основним автором був Волтер Релі. Метою групи було поширити передову політичну і філософську систему, що вони не могли робити публічно. Френсіс Бекон став першим альтернативним автором, запропонованим у пресі, — це зробив Вільям Генрі Сміт в опублікованому у вересні 1856 року памфлеті («Was Lord Bacon the Author of Shakspeare's Plays? A Letter to Lord Ellesmere» / укр. Чи був лорд Бекон автором п'єс Шекспіра? Лист лорду Елсміру). Наступного року Делія Бекон опублікувала книгу з викладом своєї теорії: «Викрита філософія п'єс Шекспіра». Десять років по тому суддя Натаніель Голмс з Кентуккі надрукував 600-сторінкову книгу «Авторство Шекспіра», що підтримувала теорію Сміта, і ідея почала широко розповсюджуватися. До 1884 року з цього питання було опубліковано понад 250 книг, і Сміт стверджував, що за 30 років війна проти гегемонії Шекспіра беконійцями виграна. Два роки по тому для розвитку теорії в Англії було засновано Товариство Френсіса Бекона, яке існує і в наші дні й видає журнал «Baconiana», продовжуючи свою місію.
На ці аргументи проти авторства Шекспіра відповіли науковці. 1857 року англійський критик Джордж Генрі Таунсенд опублікував книгу «Вільям Шекспір не самозванець» (англ. William Shakespeare Not an Impostor), присвячену критиці того, що він назвав неохайною вченістю, помилковими посилками, показними паралельними пасажами і помилковими висновками ранніх прихильників альтернативних кандидатів.

### Пошук доказів

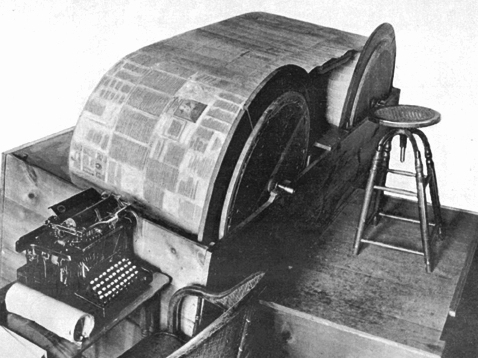
Орвілл Ворд Овен побудував «колесо шифру», щоб знайти заховані шифри, які, як він вірив, Френсіс Бекон залишив у роботах Шекспіра

1853 року за допомогою Ральфа Волдо Емерсона Делія Бекон приїхала до Англії, щоб знайти докази своєї теорії. Замість проведення архівних досліджень вона збиралася «ексгумувати» нібито поховані рукописи, але її спроби переконати доглядача розкрити гробницю Бекона не мали успіху. На її думку, вона розшифрувала в листах Бекона інструкцію, як відшукати під Стратфордським надгробком Шекспіра папери, які доведуть, що роботи створив Бекон. Однак, провівши кілька ночей біля вівтаря, вона вирішила дати спокій кам'яній плиті.
Шифри стали важливою частиною беконійської теорії, а згодом і частиною аргументації за інших кандидатів. Цей метод підживлювали такі книги, як «Велика криптограма» (англ. The Great Cryptogram) Ігнатіуса Доннеллі. Орвілл Ворд Овен сконструював «колесо шифру», що являло собою 300-метрову смугу полотна з наклеєними роботами Шекспіра та інших письменників, встановлену на два паралельних колеса так, що він міг швидко збирати сторінки з ключовими словами й надсилати їх на дешифрування. У своїй багатотомній роботі «Історія шифрів сера Френсіса Бекона» (англ. Sir Francis Bacon's Cipher Story, 1893), він стверджував, що відкрив автобіографію Бекона, заховану в п'єсах Шекспіра, включаючи визнання, що Бекон був таємним сином королеви Єлизавети, що було однією з важливих причин того, чому реальне авторство зберігалося у таємниці.

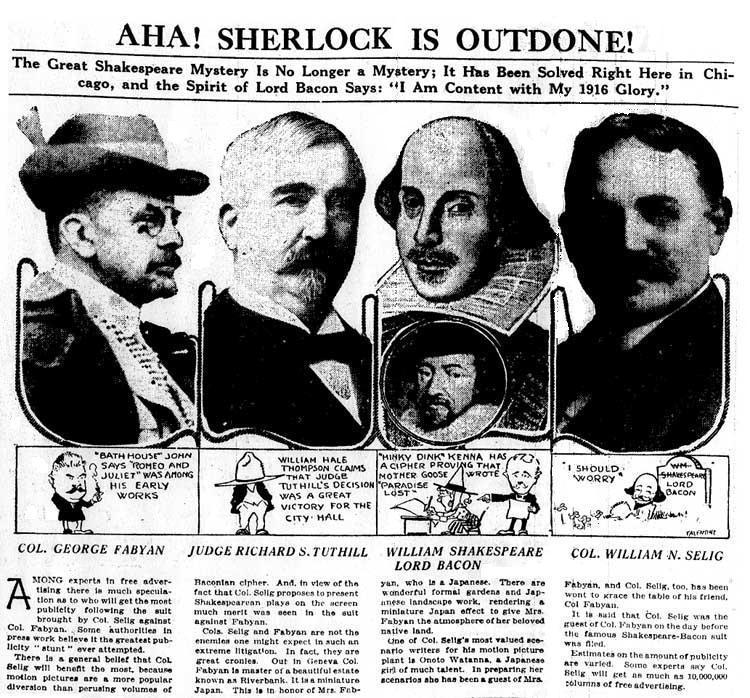
Матеріал в Chicago Tribune про судовий процес 1916 року по приводу шекспірівського питання. Зліва направо: Джордж Фабіан; суддя Татгілл; Шекспір і Бекон; Вільям Селіг.

Можливо, через те, що Френсіс Бекон був, зокрема, і юристом, в спробах довести його авторство влаштовувалися як несправжні, так і реальні суди. Перший експериментальний процес йшов 15 місяців у 1892–1893 роках, і результати дебатів були опубліковані в бостонському щомісячнику «The Arena». Одним з позивачів був Ігнатіус Доннеллі, а в число адвокатів входив Ф. Дж. Фернівалл. Журі з 25 присяжних, куди входили Генрі Джордж, Едмунд Госсе і Генрі Ірвінг, вирішило спір на користь Шекспіра. 1916 року в Чикаго відбувся реальний суд під головуванням судді Річарда Татгілла. Кінопродюсер подав позов проти беконіанця Джорджа Фабіана, стверджуючи, що пропагування ним Бекона загрожує прибутку, очікуваному від майбутнього фільму про Шекспіра. Суддя вирішив, що виявлені у текстах Шекспіра шифри дійсно доводять, що автором канону був Бекон і присудив Фабіану 5000 доларів за моральний збиток. Через значний резонанс справи Татгілл скасував рішення, а інший суддя — Фредерік Сміт — припинив процес.
1907 року Овен заявив, що розшифрував інструкції, котрі свідчать, що докази авторства Бекона приховані в річці Вай поруч із замком Чепстов у володіннях герцога Бофорта. Проведені днопоглиблювальні роботи не принесли бажаних результатів. У тому ж року його колишня помічниця Елізабет Геллап, фінансована Фабіаном, також вирушила до Англії. Вона «розшифрувала» повідомлення, створене за допомогою двухлітерного шифру, про те, що таємні рукописи Бекона заховані у вежі Кенонбері в Іслінгтоні (район Великого Лондона). Нічого не було знайдено. Два роки по тому американський письменник Марк Твен у книзі «Чи помер Шекспір?» (1909) написав, що вважає, що істинний автор робіт — Бекон.
У 1920-х роках Волтер Конрад Аренсберг «переконався» в бажанні Бекона бути розшифрованим розенкрейцерами. На думку Аренсберга, це таємне товариство в цей час продовжувало існувати під прикриттям англіканської церкви. На основі криптограм, виявлених ним на шестипенсових вхідних квитках до церкви Святої Трійці в Стратфорді-на-Ейвоні, він вирішив, що Бекон і його мати були таємно поховані разом з оригінальними рукописами п'єс Шекспіра в Лічфілдському соборі у Стаффордширі. Він безрезультатно клопотав перед деканом собору з проханням сфотографувати й розкопати могилу невідомого. Марія Бауер була переконана, що рукописи Бекона були перевезені 1653 року в Джеймстаун, Вірджинія, і можуть бути знайдені у Вільямсбурзі. Вона отримала дозвіл на розкопки в 1930-х роках, але влада швидко скасувала його. 1938 року Родеріку Іглу було дозволено розкрити гробницю Едмунда Спенсера, щоб знайти там докази того, що Бекон був Шекспіром, але пошуки закінчилися невдачею.

### Поява інших кандидатів
До кінця XIX століття з'явилися нові кандидати. 1895 року адвокат Вілбур Зіглер опублікував роман «Це був Марло: Історія таємниці трьох століть» (англ. It Was Marlowe: A Story of the Secret of Three Centuries) про те, що Крістофер Марло не загинув 1593 року, а вижив і написав п'єси Шекспіра. Наступним став Томас Менденголл, чия стаття «Марло написав Шекспіра?» (англ. Did Marlowe write Shakespeare?), заснована на стильометричних дослідженнях, була опублікована в лютому 1902 року у журналі «Current Literature». Німецький літературний критик Карл Бляйбтрой 1907 року запропонував як автора Роджера Меннерса, 5-го графа Ретленда. Підтримана іншими авторами, теорія про авторство Ретленда процвітала в наступні кілька років. Також почали з'являтися антистратфордійці, які не підтримували конкретну кандидатуру як автора. Британський адвокат Джордж Грінвуд у своїй роботі 1908 року «Ще раз щодо шекспірівської проблеми» (англ. The Shakespeare Problem Restated) намагався дискредитувати Шекспіра як автора канону, але не підтримав нікого з альтернативних авторів, надихаючи на пошук нових кандидатів. 1913 року Джон М. Робертсон опублікував роботу «Беконійська єресь: спростування» (англ. The Shakespeare Problem Restated), в якій наводив спростування того, що автор робіт був експертом у юридичних питаннях, показавши, що вся єлизаветинська і яковійська література просякнута духом закону. 1916 року, до 300-річчя смерті Шекспіра, Генрі Воттерсон, який тривалий час був редактором «The Courier-Journal», написав для передовиці статтю, в який підтримував марловійську теорію, і, як Зіглер, створив вигадану історію про те, як це могло статися. Після Першої світової війни професор Абель Лефран, фахівець з французької та англійської літератури, навів аргументи на користь Вільяма Стенлі, 6-го графа Дербі; за його словами, з п'єс і віршів можна було виділити автобіографічну інформацію, на якій ґрунтувався автор.

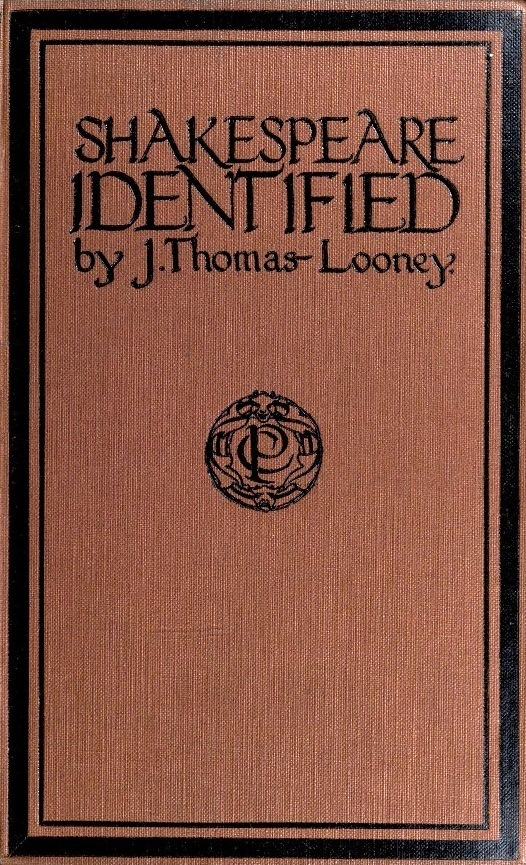
Книга Дж. Томаса Луні «Шекспір упізнаний» (1920) зробила Едварда де Вера, 17-го графа Оксфорда, головним кандидатом в автори канону

З появою книги Дж. Томаса Луні «Шекспір упізнаний» (англ. Shakespeare Identified) (1920) Едвард де Вер, 17-й граф Оксфорд, швидко став найпопулярнішим з альтернативних авторів. Два роки по тому Луні й Грінвуд заснували Шекспірівське братство, міжнародну організацію зі сприяння дискусіям і дебатам про питання авторства, яка згодом зробила своєю місією пропаганду оксфордійської теорії. 1923 року Арчі Вебстер опублікував роботу «Чи був Марло цією людиною?» (англ. Was Marlowe the Man?) у «The National Review», в якій, як Зіглер, Менденголл і Воттерсон, припустив, що Марло написав роботи Шекспіра, і стверджував, зокрема, що в сонетах міститься автобіографічна інформація про те, що він вижив. 1932 року Еллардайс Ніколл заявив про відкриття рукопису, який встановлював, що першим прихильником авторства Бекона був Джеймс Вілмот, але недавні дослідження визначили, що рукопис — підробка, ймовірно, створена з метою відродити беконійську теорію, затемнену оксфордіанцями.
Ще одна версія авторства з'явилася 1943 року, коли Олден Брукс у своїй Will Shakspere and the Dyer's hand запропонував у автори Едварда Даєра. Шістьма роками раніше Брукс висловив думку, що Шекспір не був драматургом, а насправді його роль полягала в публікації п'єс своїх керівників, реальних авторів, від свого імені. Ця точка зору на Шекспіра як на комерційного посередника була пізніше перейнята оксфордіанцями. Після Другої світової війни популярність оксфордійства і антистратфордійства зменшилася. Широкі архівні дослідження не підтвердили, що реальний автор — Оксфорд або хто-небудь ще, і видавці втратили інтерес до книг, що пропонують ті ж теорії на передбачуваних непрямих доказах. Для подолання доказового розриву й оксфордійці, і беконійці стверджували, що в шекспірівському каноні реальним автором були залишені приховані підказки й натяки для нащадків.
Щоб відновити інтерес до Оксфорда, Дороті й Чарльтон Огберни опублікували 1952 року 1300-сторінкову книгу «Ця зірка Англії» (англ. This Star of England), яка вважається класичним оксфордійським текстом. Вони припустили, що «юний друг» з сонетів Шекспіра був Генрі Різлі, 3-й граф Саутгемптон, таємна дитина від зв'язку між Оксфордом і королевою, і що «шекспірівські» п'єси були написані Оксфордом, щоб увічнити своє кохання. Все це стало відомо під назвою «Теорія принца Тюдора», яка стверджує, що незаконний нащадок королеви і написання його батьком шекспірівського канону були зроблені державною таємницею. Огберни знайшли багато паралелей між життям Оксфорда і його роботами, зокрема в «Гамлеті», якого вони назвали «прямою біографією». За цим пішов короткий сплеск ентузіазму, і 1957 року в США було створено Шекспірівське оксфордійське товариство.
1955 року бродвейський агент Кельвін Гоффман відродив марловійську теорію в публікації «Вбивство людини, яка була „Шекспіром“» (англ. The Murder of the Man Who Was «Shakespeare»). Наступного року він вирушив до Англії для пошуку документальних свідчень про Марло, які, як він думав, могли бути поховані в могилі літературного патрона поета Томаса Волсінгема. Нічого не було знайдено.
Серія критичних наукових книг і статей, однак, стримала зростання антістратфордійства, оскільки вчені називали їх методологію ненауковою, а висновки сміховинними. Американські криптографи Вільям і Елізабет Фрідмани 1955 року виграли премію Фолджерівської шекспірівської бібліотеки за дослідження аргументів про те, що в роботах Шекспіра приховані шифри. Дослідження спростувало всі припущення подібного роду, а його результати були зібрані в опублікованій 1957 року книзі «Перевірка шекспірівських шифрів». Незабаром після цього представниками традиційної точки зору були випущені 4 роботи з історії антистратфордійства: «Браконьєр зі Стратфорда» (1958) Френка Водсворта, Shakespeare and His Betters (1958) Реджинальда Черчилля, «Шекспірови претенденти» (1962) Гібсона і «Шекспір і його суперники: довідковий посібник з питання авторства» (1962) Джорджа Мак-Мічела й Едварда Гленна. 1959 року American Bar Association Journal опублікував серію статей і листів з авторського питання, пізніше зібраних в антологію «Перехресний допит Шекспіра» (англ. Shakespeare Cross-Examination) (1961). 1968 року в інформаційному бюлетені Шекспірівського оксфордійського товариства було сказано, що «місіонерський або євангелічний дух наших членів, здається, в занепаді, в стані спокою або ж відсутній». 1974 року членами товариства були лише 80 осіб.

### Авторське питання в масах
Незалежний письменник Чарльтон Огберн-молодший, 1976 року обраний президентом Шекспірівського оксфордійського товариства, негайно почав кампанію з обходу академічних поглядів; він вірив, що це «укріплений авторитет», метою якого було «ставити поза законом і замовчувати інакомислення в нібито вільному суспільстві». Він запропонував боротися за публічне визнання, змальовуючи Оксфорда кандидатом в автори, рівним Шекспіру. 1984 року Огберн опублікував 900-сторінкову роботу «Загадковий Вільям Шекспір: міф і реальність» (англ. The Mysterious William Shakespeare: the Myth and the Reality), якій надав репутацію провісника справедливості в атмосфері змови, що панує в країні після Вотергейта; він використовував ЗМІ, щоб звернутися до мас в обхід науковців. Огберн намагався звести Оксфорда на місце самого популярного кандидата. Він також швидко взявся за відродження оксфордійського руху, почавши політику просування ідей в публіку через судові процеси, дебати в медіа, на телебаченні, а пізніше і через інтернет, зокрема, у Вікіпедії.

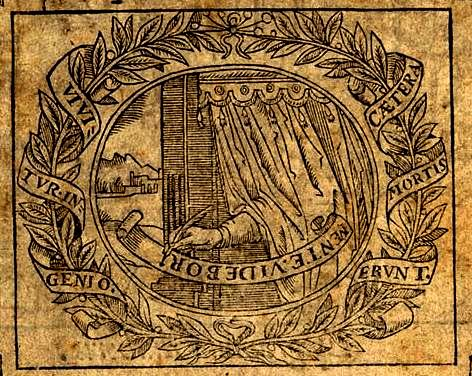
Пристрій з «Minerva Britanna» (1612) Генрі Пічема був використаний беконіанцями і оксфордіанцями як закодований доказ прихованого автора шекспірівського канону

Огберн вважав, що зможе найкраще заперечити науковцям, якщо звернеться до закону, і 25 вересня 1987 року три судді Верховного суду США провели одноденний процес в об'єднаній методистській церкві, прослухавши справу Оксфорда. До процесу не були залучені літературні експерти, але доказовий бік справи представляли оксфордійці. Судді вирішили, що справа заснована на теорії змови і що доводи, на яких вона ґрунтується, непереконливі. Хоча Огберн назвав вердикт «явною поразкою», оксфордіанець Джозеф Собран вважав, що процес виключив з громадської свідомості всіх інших кандидатів на авторство і довів легітимність Оксфорда. У наступному року у Великій Британії був організований повторний судовий розгляд. Слухання під головуванням лордів-суддів пройшли в Іннер-Темплі в Лондоні 26 листопада 1988 року. У цьому випадку своє слово сказали шекспірознавці, і в результаті був підтверджений вердикт американців.
Частково через збільшення помітності авторського питання зросло висвітлення полеміки в ЗМІ, які особливо фокусувалися на оксфордійській теорії. 1989 року епізод телевізійного шоу «Frontline» Public Broadcasting Service «Шекспірівська містерія» про теорію, що Оксфорд — це Шекспір, подивилося 3,5 мільйона глядачів тільки в США. По цьому 1992 року відбулася телеконференція від «Frontline» «Викритий Шекспір: оновлення» (англ. Uncovering Shakespeare: an Update), ведучим якої виступив Вільям Баклі. 1991 року журнал «The Atlantic Monthly» опублікував дискусію між Томом Бетеллом, який представляв сторону Оксфорда, і Ірвіном Лі Матусом, що захищав Шекспіра. Подібний спір у пресі пройшов 1999 року в «Harper's Magazine» під загальною назвою «Привид Шекспіра» (англ. The Ghost of Shakespeare). У 1990-х роках оксфордійці та інші антистратфордійці повернулись до інтернету, щоб поширити свої теорії, включаючи створення кількох статей у Вікіпедії.
14 квітня 2007 року Коаліція з авторського питання Шекспіра випустила інтернет-петицію під назвою «Декларація розумного сумніву щодо особистості Вільяма Шекспіра», яка збіглася з оголошенням університету Брунеля про однорічну програму фінансування вивчення шекспірівського питання. Коаліція мала намір заручитися широкою громадською підтримкою так, щоб до 2016 року, 400-ї річниці смерті Шекспіра, академічне наукове товариство шекспірознавців було змушене визнати, що існують обґрунтовані сумніви щодо авторства Шекспіра. До кінця 2007 року було зібрано більш ніж 1200 підписів, а до червня 2013 року кількість підписів сягнула 2611, включаючи 448 від осіб, які описали себе як академічних дослідників. 22 квітня 2007 року «The New York Times» опублікувала огляд авторського питання від 265 американських шекспірознавців. На питання про те, чи є вагомі підстави сумніватися в авторстві Шекспіра, 6 відсотків відповіли «так» і 11 відсотків — «можливо». На питання щодо їх думки відносно теми 61 відсоток обрали варіант «Теорія без переконливих доказів», а 32 відсотки обрали «Марна трата часу і відволікання аудиторії».
2010 року Джеймс Шапіро розглянув авторське питання в «Contested Will: Who Wrote Shakespeare?» (букв. «Оскаржений заповіт: хто написав Шекспіра?»; гра слів) — це був перший раз, коли визнаний шекспірознавець звернувся до цієї теми у своїй книзі. Підійшовши до питання з соціологічного боку, Шапіро виявив, що його джерела засновані на ході думки представників традиційної теорії, простежуючи аж до Едмонда Малоуна, і піддав критиці наукове товариство за ігнорування теми, що, як він вважає, рівносильне здачі поля антистратфордіанцям. Шапіро пов'язує відродження оксфордійського руху з культурними змінами, котрі виникли по Вотергейтському скандалу, після якого громадськість стала готова вірити в урядові змови та приховування інформації; Робер Соєр припускає, що збільшення присутності ідей антистратфордійців в популярній культурі може бути пов'язано з поширенням теорій змови після подій 11 вересня 2001 року.
У вересні 2011 року на Міжнародному кінофестивалі в Торонто відбулася прем'єра художнього фільму «Анонім» (сценарій — Джон Орлофф, режисер — Роланд Еммеріх), заснованого на теорії принца Тюдора — варіанті оксфордійської теорії. Де Вер зображений літературним вундеркіндом, який стає коханцем королеви Єлизавети; у них народжується Генрі Різлі, 3-й граф Саутгемптон, але потім Оксфорд виявляє, що може сам бути сином королеви від її більш раннього коханця. П'єси його представляються на сцені іншою людиною, Вільямом Шекспіром, який у фільмі представлений як безпринципний молодий актор, який представляє контраст реальному автору. Оксфорд, на вимогу Єлизавети, залишається невідомим, щоб врятувати їхнього сина від страти як зрадника, учасника повстання лорда Ессекса проти королеви. За два місяці до виходу фільму організація «Shakespeare Birthplace Trust» почала кампанію проти антистратфордійських аргументів, створивши вебсайт «60 Minutes With Shakespeare: Who Was William Shakespeare?» (укр. 60 хвилин з Шекспіром: хто був Вільямом Шекспіром?), що містить короткі аудіозаписи акторів, науковців та інших знаменитостей; на них швидко пішли спростування з боку прихильників нетрадиційної точки зору. Також на знак протесту організація перекреслила ім'я Шекспіра на дорожніх знаках в графстві Ворикшир, а пам'ятник драматургу в Стратфорді-на-Ейвоні закрила полотном.
Після цього Пол Едмондсон і Стенлі Веллс написали коротку електронну книгу «Шекспір завдає укус у відповідь» (англ. Shakespeare Bites Back) (2011) і виступили редакторами збірника статей від визнаних шекспірознавців «Шекспір без сумнівів» (англ. Shakespeare Beyond Doubt) (2013), в якому Едмондсон написав, що неправильно ігнорувати антистратфордійців, поки число їх прихильників зростає, оскільки академічні дослідники не доводять свої аргументи до людей, і що було вирішено вести кампанію за Шекспіра.
2012 року вийшла у світ книга-дослідження Бенджаміна Йорика «Queenspear — герменевтика „шекспірівського“ питання», в якій стверджується, що п'єси, що нині складають шекспірівський канон, були написані Марією Стюарт.

## Альтернативні кандидати

### Групові теорії
Різні групові теорії шекспірівського питання висували ще в середині 1800-х років. Перша опублікована книга, що присвячена саме обговоренню авторства, «Викрита філософія п'єс Шекспіра» Делії Бекон, з'явилася 1857 року; авторка запропонувала першу «групову теорію» — приписала роботи групі авторів на чолі з Френсісом Беконом, що включала Волтера Релі — основного драматурга, якому допомагали інші: Едмунд Спенсер, Томас Секвілл і Едвард де Вер, 17-й граф Оксфорд.
Групову теорію також описано в роботі Гілберта Слейтера «Сім Шекспірів» (англ. The Seven Shakespeares) (1931), в якій висунуто теорію про те, що роботи написали сім різних авторів: Френсіс Бекон, граф Оксфорд, Волтер Релі, граф Дербі, Крістофер Марлоу, Мері Сідні і граф Ретленд. На початку 1960-х Едварда де Вера, Френсіса Бекона, Роджера Меннерса, Вільяма Герберта та Мері Сідні оголосили членами групи, так званої «The Oxford Syndicate». Крім того, передбачалося, що такі драматурги, як Марлоу, Роберт Грін і Томас Неш, також були її учасниками. У деяких варіантах подібних теорій Вільям Шекспір зі Стратфорда також бере участь у групі як її менеджер, представник і/або учасник.

### Френсіс Бекон

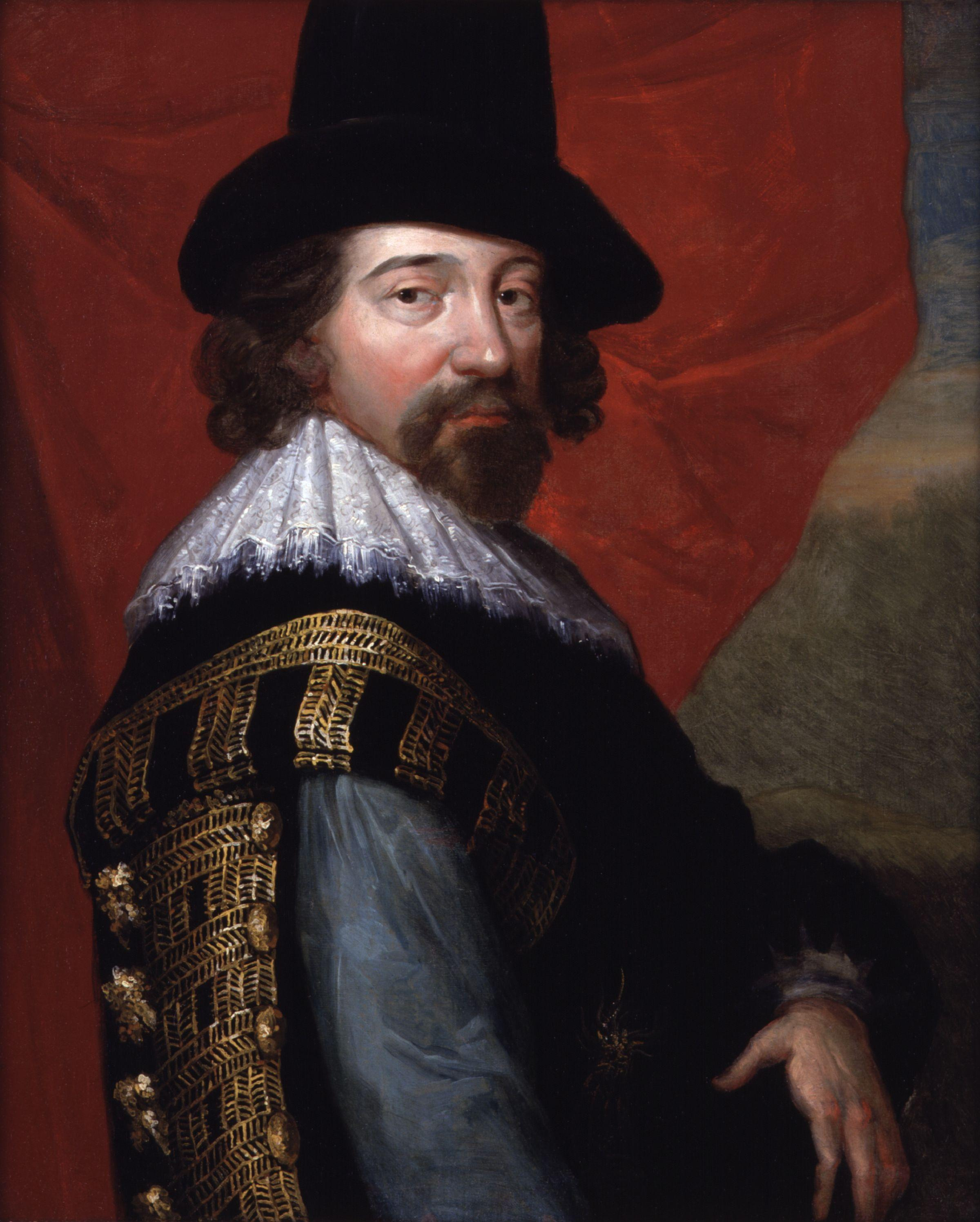
Френсіс Бекон (1561–1626)

Основним кандидатом у XIX столітті вважався один з найвидатніших умів якобійської Англії Френсіс Бекон, політик, філософ, письменник і науковець. Ця теорія спиралася на історичні та літературні домисли й передбачувані криптографічні відкриття.
Першим Бекона запропонував на роль автора Вільям Генрі Сміт 1856 року. Він порівняв беконівське «під поезією ми розуміємо … вигадану історію» з шекспірівським «найправдивіша поезія — вигадка» («Як вам це сподобається», 3.3.19-20). Незабаром після цього Делія Бекон виступила з твердженням, що в п'єсах заховані політичні значення і паралелі між цими ідеями і роботами Бекона. Вона запропонувала його як лідера групи незадоволених філософів-політиків, які намагалися просувати республіканські ідеї й протистояти деспотизму тюдоро-стюартівської монархії через публічну сцену. Пізніше прихильники Бекона знайшли схожість між великим числом специфічних фраз і афоризмів з п'єс і тими, що були записані Беконом в його збірці Promus. 1883 року місис Потт відредагувала Promus і знайшла 4400 паралелей між думками і висловлюваннями Шекспіра і Бекона.
У листі до Джона Девіса Бекон пише про «прихованих поетів», що його прихильниками сприймається як відсилання до самого себе. Беконійці вважають, що, хоча Бекон описав і свою наукову, і свою моральну філософію в «Про значення і успіх знання, божественного і людського» (1605), тільки перша частина його праці була опублікована під його ім'ям. Вони кажуть, що моральна філософія, включаючи революційну політико-філософську систему правління, була укладена в шекспірівських п'єсах, оскільки поширення цих ідей спричинило б для нього загрозу з боку монархії.
Беконійці припускають, що велика кількість юридичних алюзій у шекспірівському каноні вказує на те, що автор добре розбирався в законах. Бекон став королівським адвокатом 1596 року і був призначений генеральним аторнеєм 1613 року. Бекону також платили за написання промов для низки розважальних заходів, хоча невідомо, щоб він писав п'єси.
Оскільки Бекон був добре знайомий з шифрами, ранні беконійці припускали, що він залишив у шекспірівському каноні свій зашифрований підпис. Наприкінці XIX і на початку XX століття в роботах, що підтримують авторство Бекона, багато беконійців стверджували, що розкрили ці шифри. 1881 року місис Ешвуд Віндл заявила, що знайшла в кожній п'єсі ретельно розроблені джингли, що ідентифікують реального автора з Беконом. Це викликало сплеск захоплення шифрами, і доказові криптограми з'являлися в роботах Ігнатіуса Донеллі, Орвілла Овена, Елізабет Веллс Геллап і Ісаака Халла Платта. Платт вважав, що латинське слово honorificabilitudinitatibus з п'єси «Марні зусилля кохання» можна прочитати як анаграму до «Hi ludi F. Baconis nati tuiti orbi» («Ці п'єси, нащадки Ф. Бекона, зберігаються для світу»).

### Едвард де Вер, 17-й граф Оксфорд

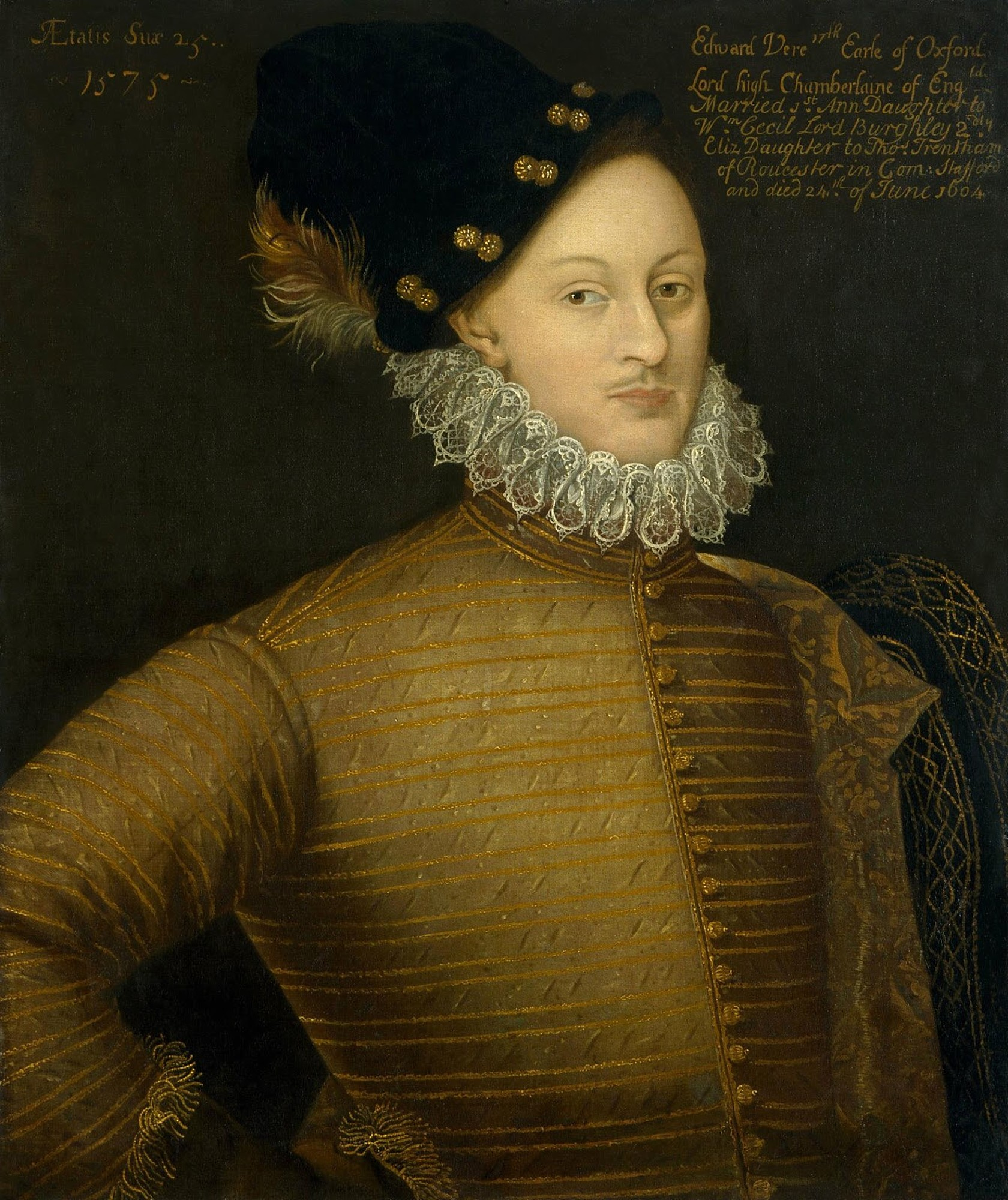
Едвард де Вер, 17-й граф Оксфорд (1550–1604)

З початку 1920-х років серед альтернативних кандидатів в автори першість належала Едварду де Веру, 17-му графу Оксфорд і лорду великому камергеру Англії. Оксфорд слідував за батьком і дідом у спонсоруванні акторських труп, і він також протегував компанії музикантів. Оксфорд був важливим придворним поетом, який отримав також високу оцінку як драматург від Джорджа Путтенгема і Френсіса Мереса, які занесли його до списку «найкращих в комедії серед нас». Жодна його театральна робота, на відміну від віршів, не збереглася. Оксфорд був відомий своїм заступництвом літератури й театру. З 1564 до 1599 йому було присвячено близько 33 робіт від таких авторів, як Артур Голдінг, Джон Лілі, Роберт Грін і Ентоні Мандей. 1583 року він купив суборенду Блекфріарського театру і передав його поетові-драматургу Лілі, який керував ним протягом сезону під патронажем Оксфорда.
Оксфордійці вірять, що певні літературні алюзії вказують на те, що Оксфорд був одним з найвідоміших анонімних письменників того часу. Вони відзначають зв'язок Оксфорда з лондонськими театрами і драматургами часів Шекспіра, його родинні зв'язки з покровителями Першого фоліо Шекспіра, його відносини з Єлизаветою I і покровителем Шекспіра графом Саутгемптоном, його знання життя двору, його приватних вчителів, освіту і подорожі по місцях, де відбуваються п'єси Шекспіра, в Італії та Франції. Гіпотеза про авторство Оксфорда також ґрунтується на можливій подібності біографії Оксфорда до подій шекспірівських п'єс, сонетів і поем; передбачуваних паралелях в мові, виразах і думках з листів Оксофрда і канону.
Вперше цю гіпотезу висунув англійський шкільний учитель Дж. Томасом Луні 1920 року; він знайшов в роботах Шекспіра — особливо в «Гамлеті» — особистісну характеристику автора як ексцентричного поета-аристократа, любителя театру і спорту, який отримав класичну освіту й багато разів відвідував Італію. Він виділив подібності між поезією Оксфорда і Шекспіра в мотивах і сюжетах, фразах і риторичних прийомах, що привело його до ідентифікації Оксфорда з реальним автором канону. Після публікації 1920 року його книги «Шекспір впізнаний» оксфордійська версія швидко перевершила за популярністю історично більш ранню беконійську.
Передбачається, що Оксфорд використав письменницький псевдонім «Шекспір», оскільки аристократи не могли писати п'єси для публічних вистав. Інша можлива мотивація — політична, якщо Оксфорд був коханцем королеви Єлизавети; за цією теорією, Оксфорд присвятив «Венеру і Адоніса», «Знеславлену Лукрецію» і сонети їх синові, незаконному спадкоємцю Тюдорів, Генрі Різлі, вихованому як граф Саутгемптон.
Оксфордійці кажуть, що посвята до сонетів, виданих 1609 року, свідчить, що автор помер до їх публікації та що 1604 року (рік смерті Оксфорда) регулярна публікація «виправлених» і «доповнених» шекспірівських п'єс припинилася. Отже, вони відносять багато п'єс до більш раннього часу, ніж у стандартній хронології, і стверджують, що п'єси, в яких видно свідоцтва перероблення та співробітництва, були залишені Оксфордом незавершеними і закінчені іншими драматургами після його смерті.